# Sophia de Mello Breyner
Sophia de Mello Breyner Andresen (Porto, 6. studenog 1919. – Lisabon, 2. srpnja 2004.), portugalska pjesnikinja i spisateljica. Porijeklom iz bogate aristokratske obitelji. Njezino prezime Andresen potječe od djeda po ocu, danskog trgovca. Djetinjstvo je provela u Portu, studirala je u Lisabonu. Aktivno se uključila u katoličke pokrete. Zauzimala se za ustavnu monarhiju i kritizirala Salazarovu diktaturu. Udala se 1946. za političara Francisca Sousu Tavaresa. Imali su petoro djece, među kojima je i novinar i pisac Miguel Sousa Tavares. Nakon Karanfilske revolucije 1975. bila je nakratko parlamentarna predstavnica Socijalističke stranke.
Andresen se kao pripovjedačica istakla zbirkom Contos Exemplares, Histórias da Terra e do Mar i dječjim knjigama A Menina do Mar (Morska djevojčica), O Cavaleiro da Dinamarca (Danski vitez), A Floresta (Šuma), O Rapaz de Bronze (Brončani dječak). Objavila je nekoliko zbirka pjesama i antologije. Godine 1999. bila je prva žena koja je osvojila najugledniju portugalsku nagradu za poeziju, Prémio Camões. Dobila je i španjolsku nagradu Reina Sofia 2003. Također je prevodila Dantea i Shakespearea na portugalski. Živjela je 84 godine.